# Centrocercus
A Centrocercus a madarak osztályának tyúkalakúak (Galliformes) rendjébe és a fácánfélék (Tetraonidae) családjába tartozó nem.

## Rendszerezés
A nembe az alábbi 2 faj tartozik:
- ürömfajd (Centrocercus urophasianus)
- kis ürömfajd (Centrocercus minimus)